# 1011
Cette page concerne l'année 1011  du calendrier julien.
L'année 1011 est une année commune qui commence un lundi.

## Événements
- 24 avril : Rodolphe III, roi de Bourgogne, fait une donation importante, en faveur de son épouse Hermengarde de Savoie (Aix, Annecy, Riaz, Yvonand, Neuchâtel, Averni et Arins, ainsi que le comté de Vienne et le comté de Salmorenc[1]. Ces terres reviendront finalement au futur comte de Savoie Humbert Ier aux Blanches Mains (980-1048), probable frère de la reine.
- 11 juin : après un siège de 61 jours, le capetan d'Italie Basile Argyre reprend Bari au chef de la révolte antibyzantine Mélo, qui s'enfuit auprès de l'empereur Henri II[2].
- 8 au 29 septembre[3] : siège de Canterbury par les Danois. Spoliation de la cathédrale de Canterbury. L’archevêque Ælfheah est fait prisonnier, puis mis à mort en 1012. Le Danois Thorkell hávi, chrétien indigné par ce meurtre, serait alors passé du côté d'Æthelred le Malavisé et c’est pour se venger de cette trahison que Sven à la Barbe fourchue serait revenu à la charge en 1014.
- Novembre : manifeste de Bagdad publié par un groupe de juristes qui contestent la légitimité des Fatimides. Le calife abbasside sunnite Al-Qadir et les émirs buyides, chiites imamiens s'unissent dans la condamnation du chiisme ismaïlien développé par les Fatimides du Caire[4].